# Duell in den Bergen
Duell in den Bergen ist ein italienischer Kriminal- und Bergfilm von Luis Trenker aus dem Jahr 1950.

## Handlung
Im Grenzgebiet zu Italien werden zwei Zollbeamte von Rauschgiftschmugglern erschossen. Geheimpolizist Major Mauri beschließt, die Täter zu fassen. Leutnant Berti, der die Aktion mit ihm durchführen soll, ist jedoch nach einem Kletterunfall leicht verletzt und daher nicht voll einsatzfähig. Beide beschließen, Bertis Verletzung in ihren Plan einzubauen. Sie steigen die Dolomiten auf und kommen in einer der Berghütten unter, wo Berti von Bergführer Stefan Hassler entdeckt wird. Berti gibt vor, sich verletzt in die Berghütte geschleppt zu haben und wird von Stefan mit in sein Haus genommen, wo ihn seine Nichte Sandra pflegt. Sandra und Berti kommen sich näher, doch will Sandra keinen Schmuggler zum Freund, zumal sie mit ihrem ungeliebten Verlobten Beppe einen Waffenschieber an ihrer Seite hat.
Mauri und Berti geben sich als Kaufleute aus Mailand aus, die wiederum eigentlich Uhrenschmuggler sind. Stefan, der früher aktiver Schmuggler war, wollte sich eigentlich aus dem Geschäft zurückziehen, doch zwingt sein früherer Chef ihn, bei einer großen Schmuggeltour mitzumachen. Stefan bittet auch Mauri, daran teilzunehmen, mit dem er bereits Tage zuvor eine „Schmuggeltour“ erfolgreich absolviert hat, bei der sich Mauri jedoch in Wirklichkeit mit Grenzpolizisten traf und den großen Zugriff auf die Schmuggler organisierte.
Der Tag der großen Tour ist gekommen. Berti kann wegen seiner Verletzungen nicht am Aufstieg und an der Festnahme der Bande teilnehmen und koordiniert den Übergriff auf die Schmuggler über Funk. Er wird jedoch von Beppe dabei überrascht und niedergeschlagen. Während Beppe sich auf zum Berg macht, um die Schmuggler zu warnen, eilt Berti zu den Polizisten. Es kommt schließlich zum großen Schusswechsel zwischen den Schmugglern und der Polizei. In der Folge wird Berti erschossen; Mauri erschießt am Ende Stefan; die überlebenden Schmuggler werden festgenommen.

## Produktion
Duell in den Bergen war einer der wenigen Nachkriegsfilme, bei dem Luis Trenker Regie führte. Er entstand ausschließlich in den Dolomiten. Der Film erlebte seine Erstaufführung am 5. Oktober 1950 in Stuttgart. Es war der Film, der Marianne Hold den Durchbruch als Schauspielerin brachte. Bei dieser italienischen Produktion wurden mit den gleichen Schauspielern eine italienische und eine deutsche Fassung hergestellt.

## Kritik
Das Lexikon des Internationalen Films Bezeichnete Duell in den Bergen als „abenteuerliche[n], nach amerikanischem Muster aufbereitete[n] Stoff mit ausgezeichneten Naturaufnahmen und dilettantischen Dialogen.“
Cinema befand: „Trotz toller Gebirgsaufnahmen unspektakulär.“